# Krzywa Góra (województwo wielkopolskie)
Krzywa Góra – wieś w Polsce położona w województwie wielkopolskim, w powiecie wrzesińskim, w gminie Kołaczkowo.
| SIMC    | Nazwa  | Rodzaj     |
| ------- | ------ | ---------- |
| 0585667 | Wygoda | przysiółek |

Wieś królewska położona była w 1772 roku w powiecie pyzdrskim województwa kaliskiego. W latach 1975–1998 miejscowość administracyjnie należała do województwa poznańskiego.